# BAE173
I BAE173 (비에이이173?) sono una boy band sudcoreana formata da J-Min, Hangyul, Yoojun, Muzin, Junseo, Youngseo, Doha e Bit.
Il gruppo ha fatto il suo debutto sotto la Pocketdol Studio, sussidiaria della MBK Entertainment, il 19 novembre 2020 con l'EP Intersection: Spark.

## Nome
Il nome BAE173 ha un doppio significato. "BAE" è l'acronimo di "Before Anyone Else" ("prima di chiunque altro" in italiano). Il numero 1 rappresenta la perfezione, mentre invece il 73 è un numero fortunato. Il nome si pronuncia dicendo ogni lettera, seguita poi dai numeri 1, 7 e 3.

## Storia

### Prima del debutto
Prima che il gruppo venisse creato, nel 2019 Hangyul e Dohyon hanno partecipato al talent show di Mnet Produce X 101., Entrambi sono riusciti a piazzarsi tra gli 11 vincitori, e quindi a debuttare nel gruppo-progetto X1. Dopo che questi ultimi si sono sciolti prematuramente all'inizio del 2020, Hangyul e Dohyon hanno formato il duo H&D, debuttando con l'EP Soulmate.
Il 5 settembre 2020 sono stati rivelati i primi tre membri del gruppo, seguiti dagli altri sei nel corso di quella stessa settimana. Una volta svelati al pubblico tutti i componenti, il nome del gruppo, BAE173, è stato annunciato.

### 2020-2022: Debutto, trilogiaIntersectioneOdyssey: DaSH
I BAE173 hanno pubblicato il loro extended play di debutto il 19 novembre 2020, intitolato Intersection: Spark. L'EP è accompagnato dalla traccia "Crush on U", che è stata promossa come title-track. Il gruppo si è esibito per la prima volta nello stesso giorno della pubblicazione dell'album, e l'esibizione è andata in onda su V Live e su YouTube. Il video musicale per "Crush on U" ha raggiunto le 10 milioni di visualizzazioni su YouTube in soli 6 giorni.
Il 29 novembre 2020 il gruppo ha pubblicato un singolo speciale per il suo fanclub, gli Engene, intitolato "Every Little Thing is You". La traccia è stata scritta da Dohyon. A dicembre dello stesso anno i BAE173 hanno avuto l'onore di apparire sulla copertina della rivista Ten Asia's Tenstar.
L'8 aprile 2021 i BAE173 hanno pubblicato il loro secondo EP, Intersection: Trace, con il brano apripista "Loved You".
Dopo quasi un anno senza pubblicazioni, il gruppo ritorna il 30 marzo 2022 con il suo terzo mini-album, Intersection: Blaze, avente come title-track il brano principale "Jaws". Il loro quarto mini-album, Odyssey: DaSH, è invece uscito il 17 agosto.

### 2023-presente: Abbandono di Dohyon
Dopo un breve periodo di allontanamento dal gruppo, il 22 giugno 2023 Dohyon ha annunciato il suo abbandono dal gruppo dopo aver richiesto di annullare il suo contratto con la PocketDol Studio, e aver vinto la conseguente disputa legale.

## Formazione
- J-Min (제이민) – rap, voce
- Hangyul (한결) – voce
- Yoojun (유준) – voce
- Muzin (무진) – rap
- Junseo (준서) – leader, voce
- Youngseo (영서) – voce
- Doha (도하) – rap, voce
- Bit (빛) – voce

Ex membri
- Dohyon (도현) (2020-2023) – rap

## Discografia

### EP
- 2020 – Intersection: Spark
- 2021 – Intersection: Trace
- 2022 – Intersection: Blaze
- 2022 – Odyssey: DaSH

### Singoli
- 2020 – Crush On U (반하겠어)
- 2021 – Loved You (사랑했다)
- 2022 – Jaws
- 2022 – DaSH

## Videografia
- 2020 – Crush On U (반하겠어)
- 2020 – Every Little Thing Is You
- 2021 – Loved You (사랑했다)
- 2021 – I Can't Sleep
- 2022 – Jaws
- 2022 – DaSH